# 萩原宏
萩原 宏（はぎはら ひろし、1926年6月27日 - 2014年1月8日）は、日本の工学者。京都大学名誉教授。京都情報大学院大学初代学長。

## 略歴
- 京都大学工学部卒[1]、工学博士（京都大学、1959年）[3]
- 社団法人情報処理学会会長[4]
- 日本学術会議会員[5]
- 京都大学教授[6]
- 京都大学名誉教授[7]
- 龍谷大学教授[6]
- 学校法人京都情報学園理事
- 2004年 京都情報大学院大学学長（初代）
- 2008年 京都情報大学院大学名誉学長[8]
- 2009年 瑞宝中綬章受章[9]
- 2014年 正四位[10]

## 主要な論文
- "相関函数測定における遅延時間の揺ぎと雑御中の周期信号の検出",NHK技術研究,1956. NAID 40017458982
- "機器の信頼度について",電気評論,1958.
- "マイクロプログラミングと固定記憶装置",情報処理 NAID 110002768239
- "計算機システムの評価について",情報処理 NAID 110002719300
- "マイクロプログラミングの発展",情報処理 NAID 110002719381
- "ファームウェアについて",情報処理学 NAID 110002753198
- 萩原宏"マイクロプログラミング",日本ソフトウェア科学会,コンピュータ ソフトウェア3(1),1_62-1_69,1986-01-14 doi:10.11309/jssst.3.1_62
- 萩原宏"人工知能と感性",人工知能学会,人工知能3(2),131-131,1988-03-20 doi:10.11517/jjsai.3.2_131
- 萩原宏,京都大学工学部"階層型並列処理方式による高速3次元図形処理システムの開発",昭和63年度科学研究費補助金試験研究(2)研究成果報告書:(課題番号62850059) CRID 1130000794841149696
- 萩原宏,京都大学工学部"リダクション・マシンの並列処理方式に関する研究",昭和63年度科学研究費補助金【一般研究(B)】研究成果報告書:(課題番号:62460126) CRID 1130000794244048640
- 柴山潔,萩原宏,井上知子,新實治男"記号処理向き高並列計算機の開発",科学研究費助成事業,研究課題/領域番号0185007 CRID 1040000781567408256
- 齊藤雅彦,新實治男,柴山潔,萩原宏"低レベル並列処理計算機のためのマイクロプログラム最適化方式",情報処理学会,情報処理学会論文誌31(2),307-315,1990-02-15 NAID 110002724583
- 鹿毛裕史,柴山潔,萩原宏"論理型言語向き並列計算機KPRにおけるFGHCの処理方式について",全国大会講演論文集 第40回(ハードウェア),1159-1160,1990-03-14 NAID 110002884084
- 平田博章,柴山潔,萩原宏"論理型言語向き並列計算機KPRのプロセス管理方式",情報処理学会,情報処理学会論文誌31(3),361-372,1990-03-15 NAID 110002724588
- 金井達徳,藤井啓明,柴山潔,萩原宏"並列処理の実験支援システムCOOP/VM",情報処理学会,情報処理学会論文誌31(12),1780-1791,1990-12-15 NAID 110002764630
- 金井達徳,藤原真二,柴山潔,萩原宏"トレース・マッピング法によるデータ・パス・アーキテクチャの性能評価方式",情報処理学会,情報処理学会論文誌32(5),700-708,1991-05-15 NAID 110002723222
- 萩原宏"会長就任にあたって",情報処理学会,情報処理32(6),1991-06-15 NAID 110002762498
- 萩原宏"私の歩いた道--計算機と共に",電子情報通信学会,電子情報通信学会誌=The journal of the Institute of Electronics, Information and Communication Engineers 74 (12), p1271-1274, 1991-12 NAID 40004646055
- 萩原宏"猪瀬博元会長の文化勲章受賞を祝って",情報処理学会,情報処理33(1),1992-01-15 NAID 110002762558
- 中川晃成,萩原宏"多重指数部を持つ実数表現方式の標準案",全国大会講演論文集 第49回(基礎理論及び基礎技術),137-138,1994-09-20 NAID 110002885170
- 萩原宏"ソフトウェア開発の戦略研究",日本学術協力財団,学術の動向2(9),29-29,1997. NAID 130001495429
- 萩原宏""情報化"という言葉について",日本学術協力財団,学術の動向2(2),52-53,1997. NAID 130001495157

## 著書
- "電子計算機通論1",朝倉書店,1969. ISBN 4254221215
- "電子計算機通論2",朝倉書店,1971. ISBN 4254221223
- "電子計算機通論3",朝倉書店,1971. ISBN 4254221231
- "電子計算機―ハードウェアの基礎",オーム社,1973. NCID BN04506696, CRID 1130000793943252480
- 萩原宏,長尾真,星野聰,北川一共著,"電子計算機―ソフトウェアの基礎"（第1章序論執筆）,オーム社,1976. ISBN 9784274070365
- 萩原宏,"マイクロプログラミング",産業図書,343p,1977. ISBN 9784782850534
- 萩原宏,有山正孝,黒住祥祐共著,"現代プログラミング言語の基礎",オーム社,1983 ISBN 4274071715
- 萩原宏,"情報工学ハードウェア実験",オーム社,210p,1983.ISBN 4274071634
- 有山正孝,萩原共編著,"現代システムプログラムの基礎",オーム社,1984. ISBN 4274071855
- 萩原宏,西原清一,"現代データ構造とプログラム技法",オーム社,1987. ISBN 4274128318
- 萩原宏,津田孝夫,大久保英嗣,"現代オペレーティングシステムの基礎",オーム社,245p,1988. ISBN 9784274128400
- 萩原宏,"並列処理シリーズ",コロナ社,1991. NCID BN06047705, CRID 1130000795296562944
- 萩原宏,黒住祥祐,"現代電子計算機－ハードウェア"改訂2版,オーム社,238p,1991. ISBN 4274128814